# The Hart Foundation

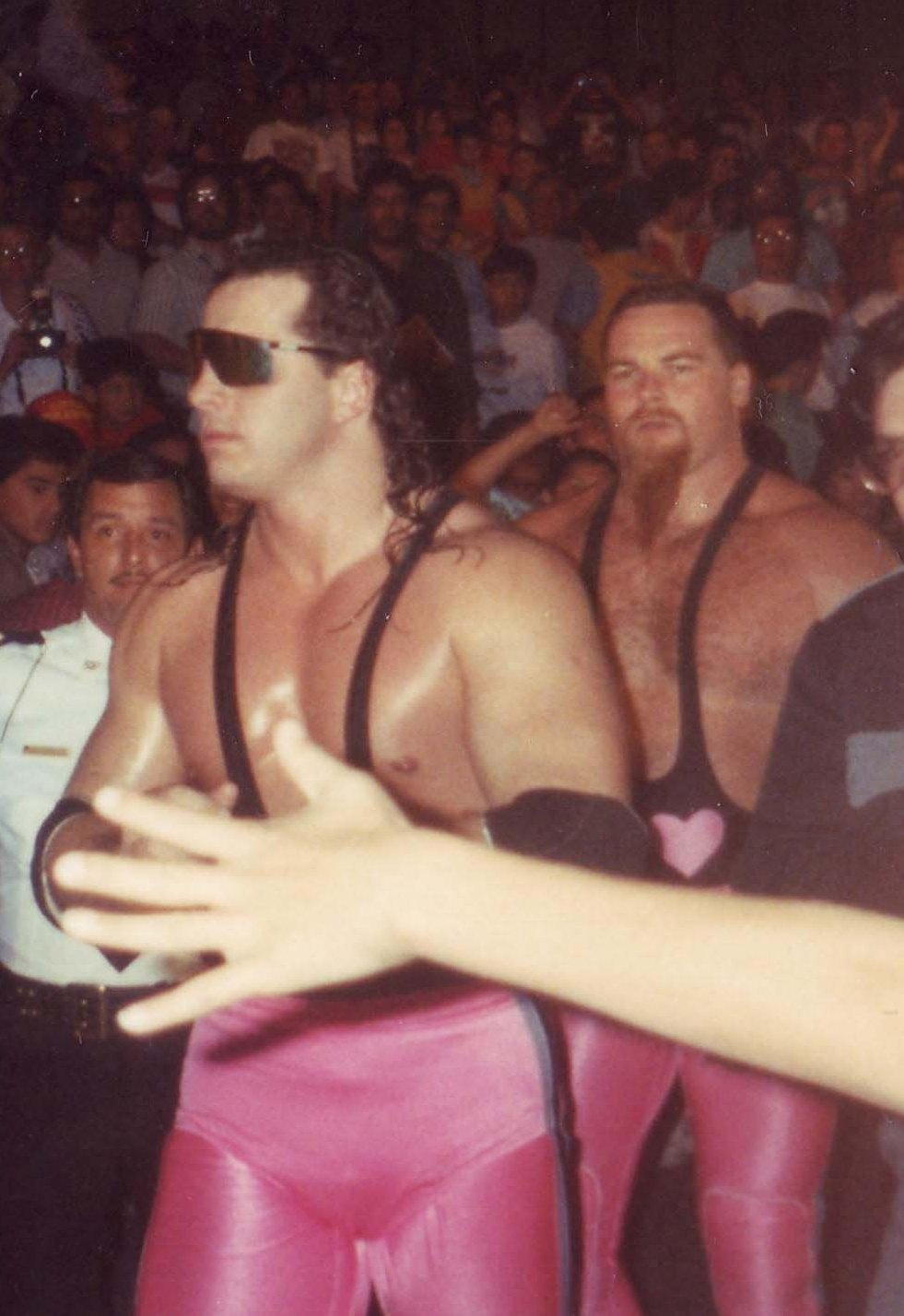
De oprichters: Bret Hart (links) en Jim Neidhart.

The Hart Foundation (later ook bekend als The New Foundation en The (New) Hart Foundation) was een Canadees-Amerikaans tag team in het professioneel worstelen, dat in 1985 opgericht werd door Bret Hart en Jim Neidhart. Het team was eind jaren 80 en begin jaren 90 befaamd in de World Wrestling Federation (WWF). 
"The Hart Foundation" is een afgeleide benaming van tag teams en groepen die voornamelijk waren samengesteld uit leden van de worstelfamilie Hart. Het team begon als onderdeel van de toenmalige WWF. Bret Hart en Neidhart werden in de beginjaren begeleid door Jimmy Hart en wonnen twee keer het WWF Tag Team Championship. "The Hart Foundation" keerde in 1997 terug als omvangrijke worstelgroep, maar desintegreerde vanwege de controversiële Montreal Screwjob. De WWE classificeert "The Hart Foundation" als het tweede grootste tag team uit de geschiedenis van zijn bestaan. Bret Hart is het enige nog levende lid. 
"The Hart Foundation" werd op 6 april 2019 opgenomen in de WWE Hall of Fame. Een geëmotioneerde Bret Hart en Nattie Neidhart, dochter van de in augustus 2018 overleden Neidhart, waren aanwezig bij de ceremonie.

## Ontstaan en succesjaren (1985-1991)

#### Eerste WWF Tag Team Championship
The Hart Foundation werd gevormd in maart 1985, toen Neidhart zich aansloot bij zijn zwager Hart om een 'schurkachtig' tag team te lanceren. Hart liet het management van de WWF reeds weten dat hij de voorkeur gaf aan een samenwerking met Neidhart. Men stemde uiteindelijk in. Hart en Neidhart gingen een partnerschap aan met Jimmy Hart en besloten hun team te dopen als The Hart Foundation. Deze naam werd al gebruikt als verwijzing naar groepen geleid door Jimmy Hart en duidde dus aanvankelijk alleen op Jimmy Hart. Het latere succes van het team schreef men desondanks toe aan zowel Hart en Neidhart als aan hun fictieve manager. 
Het eerste pay-per-viewevenement waarin The Hart Foundation zijn opwachting maakte, was WrestleMania 2 in 1986. Hart en Neidhart namen toen deel aan een Royal Rumble-wedstrijd. The Hart Foundation raakte in 1987 verwikkeld in een verhaallijn met Tag Team Champions The British Bulldogs, een team samengesteld uit Bulldog Davey Boy Smith en Bulldog Dynamite Kid. The Hart Foundation won met het WWF Tag Team Championship hun eerste kampioenschap, mede door de 'corrupte' scheidsrechter Danny Davis.
Op WrestleMania III namen ze het samen met Danny Davis op tegen The British Bulldogs en Tito Santana. Davis pinde Davey Boy Smith, door in de commotie de megafoon van Jimmy Hart te gebruiken, nadat Davis vlak daarvoor een lesje kreeg van de door hem eerder dat jaar benadeelde Bulldogs en Tito Santana. Op 27 oktober 1987 verloor The Hart Foundation van Rick Martel en Tito Santana, waardoor een einde kwam aan de tien maanden oude ongeslagen reeks van The Hart Foundation. De twee teams stonden opnieuw tegenover elkaar tijdens Survivor Series (1987). The Hart Foundation slaagde er niet in te winnen.

#### Vertrek van Jimmy Hart
Bret Hart veranderde in het voorjaar van 1988 geleidelijk in een (baby)face, oftewel fan-favoriet. Er ontstond kort daarna een breuk tussen The Hart Foundation en manager Jimmy Hart. Als gevolg hiervan werd The Hart Foundation steeds meer in de positie van volwaardige fan-favorieten geduwd. Voorafgaand aan de inaugurele SummerSlam in augustus 1988 daagden ze Demolition (Ax en Smash) uit voor het WWF Tag Team Championship, maar Hart en Neidhart verloren deze wedstrijd. Jimmy Hart, de voormalige manager van The Hart Foundation, begeleidde Demolition naar de ring. The Hart Foundation bleef de daaropvolgende maanden het conflict opzoeken met Jimmy Hart. Tijdens WrestleMania V namen Hart en Neidhart de maat van The Honky Tonk Man en Greg "The Hammer" Valentine. Hart en Neidhart viseerden nadien WWF Tag Team Champions The Brain Busters (Arn Anderson en Tully Blanchard). The Hart Foundation verloor van The Brain Busters bij SummerSlam (1989). 
In het najaar van 1989 scheidden de wegen van Hart en Neidhart een eerste maal. Zij worstelden voor het eerst sinds 1985 op individueel niveau. Eind november 1989 hervatten Hart en Neidhart. Zij viseerden The Rockers (Shawn Michaels en Marty Jannetty). Dit was toen ongebruikelijk, daar fan-favorieten elkaar toentertijd zelden troffen. Hoewel er geen sprake was van vijandelijkheden tussen de twee teams, betekende dit het begin van een legendarische rivaliteit tussen Bret Hart en Shawn Michaels.

#### Tweede WWF Tag Team Championship
Tijdens SummerSlam (1990) werd The Hart Foundation geconfronteerd met het tag-team Demolition. De inzet was het WWF Tag Team Championship. The Hart Foundation mocht achteraf zegevieren en won zo voor de tweede keer in zijn bestaan het WWF Tag Team Championship. Shawn Michaels en Marty Jannetty veroverden niet veel later het kampioenschap, maar de WWF heeft hun zege nooit officieel erkend. Deze gebeurtenis viel samen met een dreigend ontslag van Jim Neidhart, wat uiteindelijk niet doorging. Men besloot de titelwijziging niet uit te voeren en aldus zou de titel terugkeren naar The Hart Foundation. 
In zijn autobiografie stelt Michaels dat The Hart Foundation aan de hand van chantage de titel heeft behouden. Michaels en Jannetty voelden zich bekocht. Insinuaties worden echter alom tegengesproken. Neidharts contract zou worden ontbonden omdat een hernieuwde overeenkomst niet was bereikt. Hierdoor diende de titel van houder te veranderen. Neidhart en de WWF keerden echter op hun stappen terug en Neidhart bleef aan boord. Een afgeknapt touw werd ingeroepen als een soort drogreden om de wedstrijd teniet te doen.
The Rockers werden nooit officieel gehuldigd als winnaars, maar beelden van de wedstrijd zijn vrijgegeven. De wedstrijd is in zijn geheel te zien op de dvd The Shawn Michaels Story: Heartbreak & Triumph. Omdat de wedstrijd nooit werd uitgezonden, knipte de WWF de wedstrijd niet uit de dvd. The Hart Foundation behield de titel tot WrestleMania VII (1991) en ging op 2 mei 1991 uit elkaar, waarna Bret Hart en Jim Neidhart zich concentreerden op een carrière als individueel worstelaar.

## Terugkeer en hervorming (1991-1994)

#### Intrede Owen Hart
De breuk van The Hart Foundation was van korte duur. Bret Hart en Jim Neidhart bundelden in december 1991 hun krachten, toen Neidhart volledig hersteld was van een blessure. Neidhart was vastbesloten hun glorietijden opnieuw te beleven. Bret Hart deed echter afstand van zijn rol als vaste partner van Neidhart. Harts jongere broer Owen nam zijn plaats in. Owen Hart had pas een contract ondertekend bij de WWF en gold als voornaamste bemoediging van Neidhart. Owen Hart en Neidhart kwamen samen in de hoop de magie van The Hart Foundation opnieuw te creëren. Het team ging nu door het leven als 'The New Foundation'. Owen Hart kreeg al snel de bijnaam "The Rocket" en het duo werd beroemd en herkenbaar omwille van hun bizarre 'baggy pants'-kleding en felle jassen, naar de stijl van Bret Hart. Het team worstelde hun enige pay-per-view-wedstrijd tijdens Royal Rumble (1992), waar Owen en Neidhart de Hawaïaanse worstelaar Pat Tanaka en Paul Diamond versloegen. Enkele weken later zou Owen Hart alleen verder moeten, toen Neidhart de federatie verliet. Owen Hart en Jim Neidhart waren ongeslagen ten tijde van het vertrek van Neidhart.
Owen en Jim herenigden in 1994, dit keer als schurken en zonder de naam The New Foundation. Owen had zijn broer Bret begin 1994 verraden en de twee ruzieden lange tijd omtrent het WWF World Heavyweight Championship. Jim Neidhart ondersteunde Bret Hart tijdens het King of the Ring-toernooi toen Bret lijnrecht tegenover Kevin "Diesel" Nash stond. Neidhart hielp ook Owen het toernooi te winnen, waardoor Owen zich zelfverklaard de titel "King of Harts" aanmat. Owen Hart en Neidhart werkten in de loop van 1994 regelmatig samen, terwijl er onvrede heerste tussen hen en Bret Hart en Davey Boy Smith. Tijdens SummerSlam (1994), waar Bret Hart het WWF World Heavyweight Championship met succes verdedigde tegen Owen in een steel cage-wedstrijd, chargeerde Neidhart ook Bret. Hierdoor viel The Hart Foundation opnieuw uit elkaar.

## The Hart Foundationals Canadese coalitie (1997)
In 1997 werd The Hart Foundation opnieuw gevormd als een pro-Canadese en Britse, maar anti-Amerikaanse groep. Dit voltrok zich na de gebeurtenissen van WrestleMania 13 (1997), waar Bret Hart zijn toenmalige aartsvijand Stone Cold Steve Austin op befaamde wijze de loef afstak in een submission-wedstrijd. Tijdens de wedstrijd aanbeden de fans Austin, maar Hart werd verguisd. Meteen na WrestleMania 13 reikte Bret Hart de hand aan Jim Neidhart. Hij rekruteerde tevens zijn jongere broer Owen Hart, Davey Boy Smith - die destijds alreeds een team vormden - en Brian Pillman om een moderne en machtigere versie van The Hart Foundation op te richten.
De groep verzette zich tegen de Verenigde Staten en degradeerde zelfs het land en haar waarden, terwijl ze pronkten met Canada en het Verenigd Koninkrijk (waar ze vanwege prominent lid Davey Boy Smith erg geliefd waren), bijvoorbeeld door een Canadese vlag mee te nemen naar de ring. Dit gedrag weekte heftige reacties los en 'The (New) Hart Foundation' werd populair in Canada. Hun belangrijkste verhaallijnen focusten op Stone Cold Steve Austin, Shawn Michaels, Sycho Sid, Big Van Vader en de concurrerende groep The Legion of Doom die - in tegenstelling tot The Hart Foundation - zwaar werden uitgejouwd in Canada en Europa. The Legion of Doom werd dan weer wel toegejuicht in de Verenigde Staten.

#### Laatste triomf en definitief einde
Tijdens het pay-per-viewevenement In Your House 16: Canadian Stampede nam The Hart Foundation deel aan een historische 10 Man Tag Team-wedstrijd, waarbij een voltallige The Hart Foundation het opnam tegen het team van Stone Cold Steve Austin, The Legion of Doom, Ken Shamrock en Goldust. The Hart Foundation scoorde een overwinning en vierde nadien uitbundig de zege. De groep was zeer succesvol en vergaarde elk kampioenschap dat op dat moment in de federatie beschikbaar was (WWF World Heavyweight Championship, WWF Intercontinental Championship, WWF European Championship en WWF Tag Team Championship). 
Brian Pillman werd op 5 oktober 1997, op de dag van het pay-per-viewevenement Badd Blood: In Your House, dood aangetroffen ten gevolge van een nooit ontdekte hartkwaal. Een maand later, tijdens Survivor Series, verloor Bret Hart - die een veelbesproken overstap maakte van de WWF naar de World Championship Wrestling (WCW) - het WWF World Heavyweight Championship aan Shawn Michaels in de beruchte Montreal Screwjob. Ter wille van Montreal Screwjob ging The Hart Foundation definitief uit elkaar, omdat Bret Hart, Jim Neidhart en Davey Boy Smith na het incident de WWF verlieten.